# Кононенко, Василий Андреевич
Василий Андреевич Кононе́нко (р. 1929) — советский и украинский график и живописец.

## Биография
Родился 16 марта 1929 года в селе Германовка (в иных источниках Красное-2) (ныне Обуховский район, Киевская область, Украина).
В 1961 году окончил Львовский полиграфический институт имени И. Фёдорова.
В 1961—1992 годах — художник, впоследствии художественный редактор издательства «Искусство», по тому — заведующий экспериментальной редакцией издательства «Днепр».
Среди его произведений:
- художественное редактирование изданий: «Сочинения» Т. Г. Шевченко, тома 1—5, (1978—1979, 1984—1985)
- «Кобзарь» Т. Г. Шевченко (1980, 1982, 1983—1986)
- «Сонеты» И. Я. Франко (1984)
- «Революция идёт» П. Г. Тычины (1987)
- серийных изданий «Вершини світового письменства» (1960—1990)
- «Мудрость народная» (1969—1991)
- «Радуга» (1986—1988)
- художественное редактирование и макет «Летопись русская» (1989)

## Награды и премии
- Государственная премия УССР имени Т. Г. Шевченко (1990) — за подготовку и выпуск издания «Летопись Русская»